# Sunny Day (藤木一恵の曲)
『Sunny Day』（サニーデイ）は、小西真奈美が藤木一恵名義で2008年3月19日にリリースしたシングル。

## 概要
小西真奈美の歌手デビューシングル。小西が出演した映画『Sweet Rain 死神の精度』の主題歌として起用された。また「藤木一恵」は同映画で小西が演じた役の名前であり、同映画の劇中でも「藤木一恵」は歌手として活躍している。
「Sunny Day」は劇中使用曲でもあり、楽曲の選考や歌詞の決定にも携わっている小西自身が300以上の候補曲の中から選んだ楽曲である。
楽曲のプロデュースはカップリング曲の「灯火」も含め玉井健二が手掛けている。
初回生産限定盤には「Sunny Day」のミュージック・ビデオを収録。プロモーションビデオは川村ケンスケ監督が担当。

## 収録曲
1. Sunny Day
  - 作詞：小林夏海／作曲：田中隼人／編曲：Maestro-T／ストリングスアレンジ：弦一徹
  - ワーナー・ブラザース映画配給映画『Sweet Rain 死神の精度』主題歌。
2. 灯火
  - 作詞：野口圭／作曲・編曲：朝本浩文／ストリングスアレンジ：村山達哉／コーラスアレンジ：佐々木久美
3. Sunny Day（Instrumental）